# Supercoppa d'Islanda 2020
La Meistarakeppni karla 2020 è stata la 49ª edizione di tale competizione. Si è disputata il 7 giugno 2020 a Reykjavík. La sfida ha visto contrapposte il KR Reykjavík, vincitore del campionato, e lo Víkingur, che ha trionfato nella coppa nazionale. Il KR Reykjavík si è aggiudicato il trofeo per la sesta volta nella sua storia.

## Le squadre
| Squadre      | Qualificazione                    | Partecipazioni precedenti (il grassetto indica la vittoria)     |
| ------------ | --------------------------------- | --------------------------------------------------------------- |
| KR Reykjavík | Vincitore della Úrvalsdeild 2019  | 10 (1969, 1995, 1996, 2003, 2004, 2009, 2012, 2013, 2014, 2015) |
| Víkingur     | Vincitrice della Bikar karla 2019 | 4 (1972, 1982, 1983, 1992)                                      |

## Tabellino
| Arbitro: | Pétur Guðmundsson |

|             |           |  |
| Chopart 31’ | Marcatori |  |